# Нізе да Сілвейра
Нісе да Сілвейра (нар. 15 лютого 1905, Масейо, Бразилія — 30 жовтня 1999) — бразильська психіатриня і учениця Карла Юнга. Присвятила своє життя психіатрії та кинула виклик загальноприйнятим традиціям її епохи, які наполягали на використанні інституціоналізації та агресивних форм медичного втручання, включаючи електросудомну терапію, інсуліно-шокову терапію та лоботомію для лікування психічних захворювань. 

## Біографія
Нісе да Сілвейра народилася в Масейо, у північно-східному штаті Алагоас, Бразилія, у 1905 році. Вона закінчила медичний факультет у Салвадорі, штат Баїя, у 1926 році, де була єдиною жінкою серед 157 чоловіків.
У 1952 році заснувала Музей зображень несвідомих в Ріо-де-Жанейро, науково-дослідний центр і архів, спрямований на вивчення та документування тисяч творів мистецтва, створених її клієнтами у відділенні трудотерапії Педро II (Національного) центру психіатрії. Завдяки своїй роботі Нісе да Сілвейра представила юнгіанську психологію Бразилії
.
У 1956 році Нісе да Сілвейра розробила ще один революційний проект, який випередив свій час: «Casa das Palmeiras», амбулаторна клініка для клієнтів, які раніше були інституціоналізованими, де вони могли вільно виражати своє мистецтво, повертаючись у суспільство. Вона також сформувала дослідницьку групу Карла Юнга, головою якої була до 1968 року.
Її дослідження з ерготерапії та використання художнього вираження як засобу для дослідження та розкриття внутрішнього життя психічно хворих пацієнтів призвели до різноманітних виставок, фільмів, документальних фільмів, аудіовізуальної продукції, курсів, симпозіумів, публікацій та конференцій протягом її життя. Вона також була піонером у дослідженні емоційних зв'язків між пацієнтами та тваринами, яких вона називала котерапевтами. 
На знак визнання її роботи Нісе да Сілвейра була нагороджена нагородами, титулами та преміями в різних галузях знань. Вона була одним із засновників Міжнародного товариства психопатологічного вираження зі штаб-квартирою в Парижі, Франція. Її робота та ідеї надихнули на створення музеїв, культурних центрів і терапевтичних установ у Бразилії та за кордоном.
8 липня 2022 року ухвалення Федерального закону 14.401/2022 підтвердило її внесення до бразильської «Livro dos Heróis e Heroínas da Pátria» (Книги національних героїв).

## Смерть
Найс померла 30 жовтня 1999 року в Ріо-де-Жанейро.
Її життя та творчість були зображені Глорією Пірес у біографічному бразильському фільмі 2015 року «Найз: Серце безумства» режисера Роберто Берлінера. Глорія Пірес також зіграла Нільсе да Сілвейру в бразильській теленовелі 2022 року Além da Ilusão.

## Данина
15 лютого 2020 року компанія Google відзначила 115-й день народження Нізе да Сілвейри тематичнтим малюнком, дудлом Google.